# کولتون، کامبریا
کولتون (به انگلیسی: Colton) یک روستا و محله مدنی در بریتانیا است که در South Lakeland واقع شده‌است. کولتون ۶۷۲ نفر جمعیت دارد.